# Retribution (musikalbum)
Retribution är det svenska progressiva metal-bandet Nightingales åttonde studioalbum, utgivet 2014 av skivbolaget InsideOut Music.

## Låtlista
1. "On Stolen Wings" – 4:29
2. "Lucifer's Lament" – 4:49
3. "Chasing the Storm Away" – 3:52
4. "Warriors of the Dawn" – 3:41
5. "Forevermore" – 4:07
6. "Divided I Fall" – 3:39
7. "The Voyage of Endurance" – 5:06
8. "27 (Curse or Coincidence?)" – 5:10
9. "The Maze" – 3:52
10. "Echoes of a Dream" – 5:43

Text: Dan Swanö (spår 6–9), Erik Oskarsson (spår 1–3, 5), Tom Björn (spår 4)
Musik: Dan Swanö (spår 1–10)

## Medverkande
Musiker (Nightingale-medlemmar)
- Dan Swanö – sång, gitarr, keyboard
- Dag Swanö – gitarr, keyboard
- Erik Oskarsson – basgitarr
- Tom Björn – trummor

Produktion
- Dan Swanö – producent, ljudtekniker, ljudmix, mastering
- Leif Jensen, Thomas Ewerhard – omslagsdesign
- Travis Smith – omslagskonst
- Eva Maria Swanö – foto